# Anarhynchus frontalis
El chorlito de pico tuerto, chorlitejo piquituerto  o ngutuparore (en maorí) (Anarhynchus frontalis), es una especie de ave Charadriiforme de la familia Charadriidae endémica de Nueva Zelanda. Es la única especie de ave en el mundo con un pico que está doblado hacia la derecha.